# نيك لورين
نيك لورين (بالإنجليزية: Nick Loren)‏ هو مغني أمريكي، ولد في 14 ديسمبر 1970 في سان دييغو في الولايات المتحدة.